# Gedog Wetan
Gedog Wetan is een bestuurslaag in het regentschap Malang van de provincie Oost-Java, Indonesië. Gedog Wetan telt 7769 inwoners (volkstelling 2010).